# Coolidge (Arizona)
Coolidge ist eine US-amerikanische Stadt in Arizona im Pinal County. Das U.S. Census Bureau hat bei der Volkszählung 2020 eine Einwohnerzahl von 13.218 auf einer Fläche von 146 km² ermittelt.
Coolidge, das 1945 die Stadtrechte erhielt, wurde nach dem 30. US-Präsidenten Calvin Coolidge benannt. In der Stadt befindet sich das Casa Grande Ruins National Monument, welches das erste war das von den USA im Jahr 1892 unter Denkmalschutz gestellt wurde. Der Ort war bereits um das Jahr 1200 ein fester Siedlungsplatz der Hohokam-Kultur.
Durch Coolidge verlaufen die Arizona State Routes 87 und 287.